# ادیت‌کلمن
ادیت کلمن (۱۹۵۱–۱۸۷۴) یک طبیعت‌گرای استرالیایی بود که مشاهدات مهمی در مورد سندرم های گرده افشانی انجام داد.

## فعالیت‌های طبیعت‌گرایانه
کلمن در ۱۱ سپتامبر سال ۱۹۲۲ به باشگاه فیلد طبیعتگردان ویکتوریا، پیوست.

## جوایز
در سال ۱۹۴۹ به کلمن مدال تاریخ طبیعی استرالیا اعطا شد.